# 六合坚固大宅颂碑
六合坚固大宅颂碑为使用方块壮字书写的汉文碑刻残段，位于广西壮族自治区上林县澄泰乡洋渡村剥庙山山脚的岩洞中。刻文时间为唐永淳元年（682年），是现存与壮族相关的最早的摩崖碑刻，也是最早使用方块壮字的文物。1963年，成为重新公布的第一批广西壮族自治区文物保护单位，2006年做为智城城址的一部分列入第六批全国重点文物保护单位。
六合坚固大宅颂包括序，四言颂诗三首，五言诗一首，共17行，381字，楷书。作者韦敬办，为岭南道澄州地区部落首领、澄州刺史。韦敬办在碑文中，自称出于京兆韦氏，“流派南邑”，叙述修建大宅园原因，并称颂大宅的坚固。有认为此碑对研究壮族韦姓有重要的历史价值。它与韦敬办撰文的《智城碑》，称之为“岭南第一、第二唐碑”。
对于韦敬办及其家族的族群身份，有两种说法，一是出于京兆韦氏，流居岭南，二是当地土著。认为韦敬办出于汉族的观点依据，一是《六合坚固大宅颂碑》自叙出于京兆韦氏，二是《智城碑》为骈文体裁，有六朝文风，作者有较高的汉文化水平。至明清，广西地区的壮族土司家族多自认为中原汉族后裔。近代有研究观点认为，壮族土司自称为汉族后裔多为“攀附”。有研究认为韦敬办所称的京兆韦氏亦是攀附，同时认为《智城碑》的文学水平高于《六合坚固大宅颂碑》，《智城碑》作者受过良好的汉文教育，更接近汉族文人，两碑作者文化水平远超当地土著。

## 汉语译文

### 序言
岭南大首领、鹣州都云县令、骑都尉、四品子韋敬辬制。
维我宗祧，昔居京兆，流派南邑。上望无阶。列牧诸邦。数封穷日，分條县宰，不可無□。
自余承彝，获称登次，开场拓境，置州占村，如雪草塚垠崖。宜于今日也。
其近修兹六合坚固大宅，以万世澄居。博文，则物色益兴；用武，则悬帜斩绝。一人所守，即万夫莫挡；纵开疆于数千里，勿劳余一矢。黎庶甚众，粮粒丰储，纵有十载无收，亦从人无菜色。廻波所利，不耕亦获之食；木之所多，未乏南山之有。若池之流，岂不保全之祚者舆？聊述短辞，用申诚曲。云尔。

### 颂
颂曰：
皇皇前祖，睦睦后昆。上祢京兆，奕叶高门。流派南地，盖众无论。遍布诸邑，宗庙嘉存。其一
世世相习，意也不难。乡士首渠，民众益欢。文武全备，是君最安。猛兽渡逭，本郡穷残。其二
庶男志壮，妙女更极。人皆礼仪，俱间秽色。苗桑滋耽，耕农尽力。斗争不起，咸统区域。其三

### 五言诗
诗曰五言：
近渎纵横越，梦岱去来阑。
千岭为远绝，三峡以瞿难！
庶捷犹乘跨，郡猿岂能观？
若固于兹第，永世保无残！
唐永淳元年岁次壬午十二月十五日聊摄

## 延伸閱讀
- 智城碑
- 智城城址